# Madrigal of decadence
『madrigal of decadence』 (マドリガル・オブ・デカダンス) は、日本のロック歌手、清春の6枚目のアルバム。

## 概要
- 初回限定盤2種と通常盤1種の計3種類が発売された。
- 初回限定盤AはB5サイズ豪華52Pフォトブックレット仕様、特殊パッケージ仕様。
- 初回限定盤BはDVD付属、スリーブ仕様。
- 記載は無いが、シングル曲は全てアルバムバージョンである。また、「darlene」はシングル版と比べ、構成が大きく異なっている。
- 曲目には16曲記載されているが、5曲目の曲名が記載されておらず、実際には17曲収録されている。
- 初回出荷分のみに本作全3形態購入特典の応募券封入。

応募者全員に『madrigal of decadence』オリジナルグッズプレゼント。更に抽選で300名に2009年7月31日 LIQUIDROOM ebisuで行われたリリース記念プレミアムライヴを収録したDVDがプレゼントされた。

## 収録曲

### CD（初回限定盤・通常盤共通）
| 全作詞: 清春。 |                                                           |           |           |              |      |
| #              | タイトル                                                  | 作詞      | 作曲      | 編曲         | 時間 |
| 1.             | 「experience」                                            | 清春      | 三代堅    | 三代堅       | 2:04 |
| 2.             | 「petty」                                                 | 清春      | 清春      | 三代堅、清春 | 4:37 |
| 3.             | 「my first pleasure」                                     | 清春      | 清春      | 三代堅、清春 | 3:37 |
| 4.             | 「首輪」                                                  | 清春      | 清春      | 三代堅、清春 | 5:03 |
| 5.             | タイトルなし(タイトルの記載なし。SE/シークレットトラック) | 清春      | 清春      | 三代堅、清春 | 0:55 |
| 6.             | 「たったひとり」                                          | 清春      | 清春      | 三代堅、清春 | 5:56 |
| 7.             | 「madrigal of decadence」(SE)                             | 清春      | 三代堅    | 三代堅       | 1:35 |
| 8.             | 「枸橘」                                                  | 清春      | 清春      | 三代堅、清春 | 6:34 |
| 9.             | 「狂った果実 (album version)」                            | 清春      | 清春      | 三代堅、清春 | 4:55 |
| 10.            | 「innocent」                                              | 清春      | 清春      | 三代堅、清春 | 6:40 |
| 11.            | 「I know」                                                | 清春      | 清春      | 三代堅、清春 | 4:08 |
| 12.            | 「loved (album version)」(16thシングル)                   | 清春      | 清春      | 三代堅、清春 | 5:30 |
| 13.            | 「五月雨 (album version)」(15thシングル)                  | 清春      | 清春      | 三代堅、清春 | 4:04 |
| 14.            | 「darlene (album version)」(18thシングル)                 | 清春      | 清春      | 三代堅、清春 | 2:09 |
| 15.            | 「堕落」                                                  | 清春      | 清春      | 三代堅、清春 | 6:03 |
| 16.            | 「ilyd」                                                  | 清春      | 清春      | 三代堅、清春 | 3:22 |
| 17.            | 「devil」                                                 | 清春      | 清春      | 三代堅、清春 | 3:00 |
| 合計時間:      | 合計時間:                                                 | 合計時間: | 合計時間: | 70:12        |      |

### DVD（初回限定盤Bのみ）
| #  | タイトル       | 作詞 | 作曲・編曲 |
| -- | -------------- | ---- | ---------- |
| 1. | 「experience」 |      |            |
| 2. | 「枸橘」       |      |            |
| 3. | 「五月雨」     |      |            |
| 4. | 「loved」      |      |            |
| 5. | 「狂った果実」 |      |            |
| 6. | 「darlene」    |      |            |

## 参加ミュージシャン
Programing & guitar: 三代堅 (全曲)

Guitar: 中村佳嗣 (M-2, 8, 10, 11, 12, 13)

Guitar: 佐藤タイジ (M-2, 12)

Guitar: 峰正典 (M-3, 16, 17)

Guitar solo: 土屋公平 (M-13)

Bass: 沖山優司 (M-2, 4, 6, 8, 9, 10, 11, 13, 14, 15, 16, 17)

Drums: ひぐちしょうこ (M-2, 8, 10, 11, 13, 14)

Drums: 有松 "MASUO" 益男 (M-4, 6, 15, 16)

Drums: 國分建臣 (M-9)

## 店舗別購入特典
ライカエジソン ドットコム ラフォーレ原宿店

抽選会参加方法:7月29日よりライカエジソン ドットコム ラフォーレ原宿店にて『madrigal of decadence』（初回限定盤A・初回限定盤B・通常盤）いずれか1枚をお買い上げごとに「madrigal of decadence」購入者対象抽選券1枚配布。

抽選券配布期間:7/29(水)-8/2(日)

抽選会日時:8月2日(日)AM11:00-PM7:00
【抽選賞品】
- Meet&Greet賞(5名):8月2日ラフォーレ ミュージアムにて行われるイベント終演後、清春と直接会える「Meet&Greet招待券」(2ショットポラ記念撮影有)
- 特賞A(1名):清春愛用私物 A
- 特賞B(1名):清春愛用私物 B
- JustinDavis賞(50名):清春×JustinDavisコラボキーホルダー
- パネル賞(2名):直筆サイン入りパネル
- ポスター賞(20名):サイン入りポスター
- EDISON賞(100名):オリジナルメッセージDVD
- ポストカード賞(250名):特製ポストカードセット
- 参加賞:フォトステッカー

ラフォーレ原宿

2009年7月29日よりラフォーレ原宿内対象店舗にて3000円以上の購入者にラフォーレ原宿「清春 DAY」記念抽選券1枚を配布。(1回の買い物に付き1枚の抽選券配布)

【抽選賞品】

- LIVE INVITATION賞(ペア5組10名):TOUR'09『madrigal of decadence』9/1 SHIBUYA-AX公演に招待
- イベント賞(ペア25組50名):8月2日ラフォーレミュージアムにて行われたイベントにペア25組50名を招待
- 特賞C:清春愛用私物C
- 特賞D:清春愛用私物D
- JustinDavis賞(50名):清春×JustinDavisコラボキーホルダー
- EDISON賞(5名):直筆サイン入り「DARLENE」CD
- ポスター賞(20名):サイン入りポスター
- ポストカード賞(100名):特製ポストカードセット
- 参加賞:フォトステッカー